# Erik Ullenhag
Erik Jörgen Carl Ullenhag (ur. 20 lipca 1972 w Uppsali) – szwedzki polityk, prawnik i dyplomata, działacz Ludowej Partii Liberałów, parlamentarzysta, od 2010 do 2014 minister integracji.

## Życiorys
W 1992 ukończył studia pierwszego stopnia w zakresie nauk politycznych na Uniwersytecie w Uppsali. W 1997 został na tej uczelni magistrem prawa. Kształcił się w międzyczasie na uczelniach we Francji i w Stanach Zjednoczonych.
W 1989 po raz pierwszy został radnym miejskim w Uppsali, funkcję tę pełnił do 2002. Pracował m.in. jako urzędnik sądowy. Od 1997 do 1999 przewodniczył liberalnej organizacji młodzieżowej. W 2002 i w 2006 był wybierany do Riksdagu. W 2002 objął funkcję przewodniczącego regionu Ludowej Partii Liberałów. W 2006 został jej sekretarzem generalnym, a w 2010 drugim zastępcą przewodniczącego.
W 2010 w związku z rekonstrukcją rządu Fredrika Reinfeldta po wyborach parlamentarnych objął urząd ministra integracji w Ministerstwie Zatrudnienia (zastąpił Nyamko Sabuni). Zakończył urzędowanie w 2014, pozostając członkiem parlamentu na kolejną kadencję. W 2016 otrzymał nominację na ambasadora Szwecji w Jordanii.